# NZLAV
NZLAV (англ. New Zealand Light Armoured Vehicle) — версия LAV III, адаптированная для нужд Сил обороны Новой Зеландии. Бронетранспортёр на колёсной базе, оснащённый усиленной бронезащитой, современной электроникой и улучшенными системами связи.

## История
В 2003 году Правительство Новой Зеландии приобрело 105 единиц NZLAV для замены устаревших M113. Машины использовались в составе механизированных подразделений и принимали участие в миротворческих миссиях и гуманитарных операциях.
В 2010 году было объявлено, что 35 NZLAV признаны избыточными и подлежат продаже. В 2022 году 22 машины были переданы ВМС Чили, оставшиеся 73 остаются на вооружении.

## Конструкция
NZLAV имеет композитную броню, обеспечивающую защиту от стрелкового оружия и осколков. Двигатель Caterpillar 3126 мощностью 350 л.с. позволяет развивать скорость до 100 км/ч.
Вооружение включает:
- 25-мм автоматическую пушку M242 Bushmaster;
- 7,62-мм спаренный пулемёт;
- дымовые гранатомёты.

## Операторы
- Новая Зеландия — первоначально 105 единиц, в 2022 году осталось 73.
- Чили — в 2022 году закуплено 22 машины.

## Применение
NZLAV использовались в миротворческих миссиях в Афганистане, поддержке полиции при перестрелке в Нейпире (2009) и ликвидации последствий землетрясения в Крайстчерче (2011).